# Charles Allen Thomas
Charles Allen Thomas (* 15. Februar 1900 im Scott County, Kentucky; † 29. März 1982) war ein US-amerikanischer Chemiker.

## Leben
Thomas studierte Chemie am Transylvania College und am Massachusetts Institute of Technology mit dem Master-Abschluss 1924. Von 1923 bis 1932 arbeitete er in der Forschung bei General Motors, wo er an der Entwicklung von Bleizusätzen im Benzin beteiligt war. Außerdem arbeitete er 1926 bis 1936 für Thomas & Hochwalt Laboratories in Dayton (Ohio), bei Dayton Synthetic Chemicals (bei denen er 1930 bis 1934 Vizepräsident war) und bei der Carbosolve Corporation (1931 bis 1936). 1936 übernahm Monsanto die Thomas & Hochwalt Laboratories, und Thomas blieb den Rest seiner Karriere bei Monsanto. Von 1951 bis 1960 war er dort Präsident und von 1960 bis 1965 Verwaltungsratsvorsitzender. 1970 ging er in den Ruhestand.
Von 1943 bis 1945 koordinierte er die Plutonium-Produktion und chemische Verarbeitung im Manhattan-Projekt. Auch an der Erzeugung anderer in der Atombombe verwandter Materialien in reiner Form wie Polonium war er wesentlich beteiligt. 1951 war er einer von elf Wissenschaftlern, die Präsident Harry S. Truman als Berater in Verteidigungsfragen einsetzte und 1953 wurde er Mitglied des National Security Council.

## Ehrungen
1947 erhielt er die IRI Medal. Er war Mitglied der National Academy of Sciences, der National Academy of Engineering, seit 1950 der American Philosophical Society und seit 1967 Fellow der American Academy of Arts and Sciences. 1946 erhielt er die Medal for Merit des US-Präsidenten, 1948 die Goldmedaille der American Chemical Society, 1953 die Perkin Medal, 1955 die Priestley-Medaille und 1962 den belgischen Leopold-Orden.